# Route 17 (Bolivie)
Pour les articles homonymes, voir Route 17.
La route 17 (en espagnol: Ruta 17) est une route nationale de l'État de Bolivie située entièrement dans le département de Santa Cruz. 
La route est ajoutée au réseau routier national (Red Vial Fundamental) par le décret suprême 25134 du 31 août 1998.

## Itinéraire
D'orientation nord-sud, la route s'étend sur 200 kilomètres et traverse la partie nord-est du département de Santa Cruz. La route débute au nord à la jonction de la route 10 dans la ville de San Ignacio de Velasco et traverse la région montagneuse et peu peuplée de la Chiquitania jusqu'à ce qu'elle se termine après 200 kilomètres dans la ville de San José de Chiquitos, précisément au carrefour des routes 4 et 34.
La totalité de la route est en cours de revêtement (à partir de 2018), elle était auparavant entièrement constituée de sections en gravier et en terre, ce qui rendait certaines de ses sections impraticables lors des périodes de fortes précipitations.

## Villes traversées

### Département de Santa Cruz
- km 0: San Ignacio de Velasco
- km 37: San Miguel
- km 72: San Rafael
- km 200: San José de Chiquitos